# Untersiemau
Untersiemau est une commune allemande, située en Bavière, dans l'arrondissement de Cobourg.